# Minto, New South Wales
Minto är en del av en befolkad plats i Australien. Den ligger i kommunen Campbelltown Municipality och delstaten New South Wales, i den sydöstra delen av landet, omkring 38 kilometer sydväst om delstatshuvudstaden Sydney. Antalet invånare är 402.
Runt Minto är det tätbefolkat, med 511 invånare per kvadratkilometer.. Närmaste större samhälle är Leumeah, nära Minto. 
Runt Minto är det i huvudsak tätbebyggt. Genomsnittlig årsnederbörd är 1 288 millimeter. Den regnigaste månaden är februari, med i genomsnitt 215 mm nederbörd, och den torraste är juli, med 34 mm nederbörd.